# Gekko canaensis
Espèce
Gekko canaensis est une espèce de geckos de la famille des Gekkonidae.

## Répartition
Cette espèce est endémique de la province de Bình Thuận au Viêt Nam.

## Description
Gekko canaensis mesure jusqu'à 108,5 mm, queue non comprise.

## Étymologie
Son nom d'espèce, composé de cana et du suffixe latin -ensis, « qui vit dans, qui habite », lui a été donné en référence au lieu de sa découverte, le cap Cà Ná.

## Publication originale
- Ngo & Gamble, 2011 : Gekko canaensis sp. nov. (Squamata: Gekkonidae), a new gecko from Southern Vietnam. Zootaxa, n. 2890, p. 53–64.